# Лановичи
Лановичи (укр. Лановичі)(пол. Łanowice — село в Бисковичской сельской общине Самборского района Львовской области Украины.
Население по переписи 2001 года составляло 653 человека. Занимает площадь 9,5 км². Почтовый индекс — 81450. Телефонный код — 3236.